# Петроченко, Алексей Фролович
Алексей Фролович Петроченко (1918, Кренидовка, Черниговская губерния — 1995, Сумы, Сумская область) — советский хозяйственный, государственный и политический деятель, Герой Социалистического Труда.

## Биография
Родился в 1918 году в селе Кренидовка (ныне — в Середино-Будском районе Сумской области). Член КПСС.
Участник Великой Отечественной войны, начальник штаба дивизиона 191-го миномётного полка 30-й отдельной миномётной Новгородской бригады РГК. С 1946 года — на хозяйственной, общественной и политической работе. В 1946—1980 гг. — председатель Знобь-Новгородского районного Совета депутатов трудящихся, партийный работник в Сумской области, первый секретарь Середино-Будского райкома Компартии Украины.
Указом Президиума Верховного Совета СССР от 24 декабря 1976 года присвоено звание Героя Социалистического Труда с вручением ордена Ленина и золотой медали «Серп и Молот».
Умер в Сумах в 1995 году.